# Chill Out (альбом)
Chill Out (в переводе с англ. — «Расслабься») — третий студийный альбом творческого союза двух британских музыкантов Билла Драммонда и Джимми Коти и первый культовый альбом в дискографии их самого успешного проекта The KLF, вышедший в свет 5 февраля 1990 года. Это один из самых ранних концептуальных альбомов в стиле «ambient house» о воображаемом мифическом ночном путешествии по Соединённым Штатам Америки, начиная с Техаса и заканчивая Луизианой.

## Создание альбома
В феврале 1990 года Джимми Коти и Билл Драммонд в своей студии и духовном доме «Trancentral» микшировали очередной хаус-трек, по ошибке отключили ударные и внезапно поняли, что пэды и аккорды трека звучат великолепно без ударных. Они решили сделать ещё несколько подобных треков, а позже записать целый альбом в таком стиле.
Альбом был записан без правок одним дублем за 44 минуты работы, на подготовку всего материала ушло ровно два дня. Билл и Джимми использовали семплы с прошлых своих синглов серии «Pure Trance», в том числе урезанную версию «3 am» и часть ещё неизданного «Last Train To Trancentral», а также оригинальный женский вокал из своего предыдущего проекта «The JAMs». Кроме того, использовалась база спецэффектов «Keith Holzman — Authentic Sound Effects Volume 2», выпущенная лейблом «Elektra Records» в 1987 году. В альбоме используются следующие звуковые эффекты: «Crossing Bells and Horn with Electric Train Pass», «Short Freight Train Pass», «Dodge Van Starts, Drives Out», а также обработанная версия «F18 Diamond Fly-By» и «Surf». В записи альбома использовались фонограммы «In The Ghetto» в исполнении Элвиса Пресли, «Albatross» и «Oh Well» в исполнении «Fleetwood Mac», «After The Love» в исполнении «Jesus Loves You», «Pacific» в исполнении «808 State», «Stranger On The Shore» в исполнении Акера Билка и «Eruption» в исполнении Ван Халена. На протяжении всего альбома слышны американские, британские и советские радиостанции, заставки BBC и мелодия с пятничного рок-шоу Томми Вэнса на BBC Radio 1, а также пение тувинских горловых певцов из британского документального сериала «Исчезающий мир». Для записи альбома использовали два проигрывателя DAT, проигрыватель грампластинок, пару кассетных дек и 12-трековый проигрыватель, подавая сигнал через микшер обратно на DAT.

## Воображаемое путешествие
Несмотря на то, что названия треков предполагают романтическое путешествие по южному побережью США, Джимми Коти и Билл Драммонд открыто признают, что они посещали эти места только в своём воображении и только чтобы придумать название очередного отрывка. Каждый раз они садились с картой за стол и планировали свой маршрут по Америке в качестве ориентира. Название каждого эпизода было придумано так, чтобы выразить особые эмоции от определённого музыкального произведения.

## Почему овцы?
Помимо замечательной музыки, «Chill Out» наиболее известен своими культовыми обложками с изображением овец в деревне. По словам Билла, это было воспоминание о другой культовой обложке альбома «Atom Heart Mother» группы «Pink Floyd» и о том, как для «KLF» он запечатлел пострейв-атмосферу.
В поисках похожего изображения Билл и Джимми отправились в фотобиблиотеку и попросили сотрудников фотоархива найти фотографию, похожую на обложку «Pink Floyd», но только с овцами. Пришлось просмотреть сотни, тысячи изображений овец, потратив на это целый день. В результате Билл и Джимми нашли то, что хотели с той же атмосферой, что и у «Pink Floyd».

## Создание стиля «Ambient House»

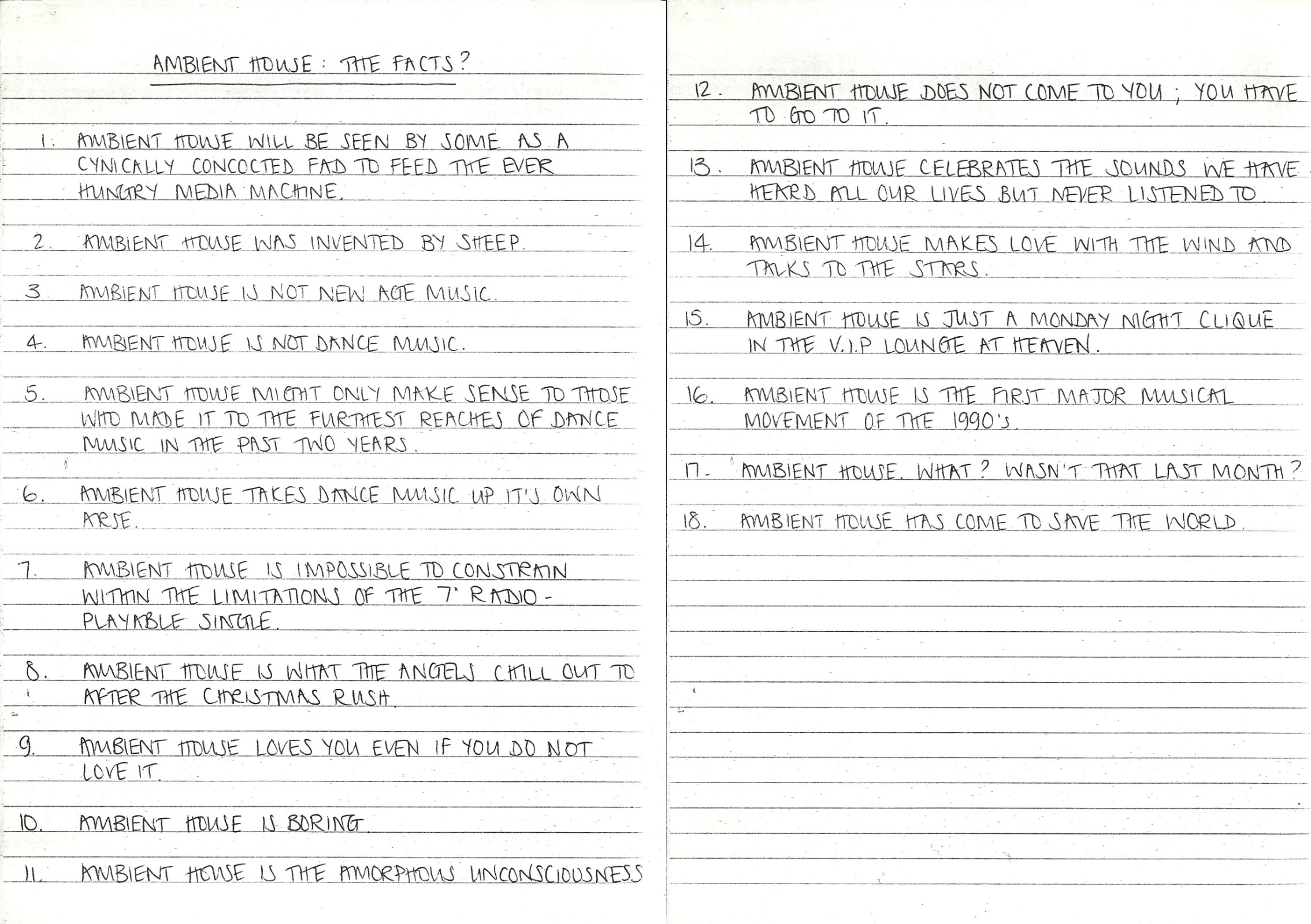
Информационный лист «Ambient House: The Facts» составленный Джимми Коти и Биллом Драммондом

Пытаясь найти подходящее название для описания своего звучания, Билл и Джимми придумали фразу «Ambient House», чтобы отделить стиль альбома от своих более ритмичных клубных треков.

Название «Ambient House» родилось из цинизма, но как только мы его придумали, мы подумали: «Что это такое же хорошее название стиля, как и любое другое». Мы знали, что люди скоро это поймут — это начало нового десятилетия, и каждый хочет поговорить о чём-то другом — поэтому мы составили список фактов, чтобы рассказать всем, кто спрашивал нас, что такое «Ambient House».(Джимми Коти, 10 марта 1990 г.). 

## Признание и наследие
| Оценки критиков               | Оценки критиков   |
| Источник                      | Оценка            |
| ----------------------------- | ----------------- |
| AllMusic                      | [ 1 ]             |
| NME                           | 8/10              |
| Pitchfork Media               | 8.9/10            |
| Q                             | · (1990) · (1994) |
| Record Mirror                 | 4/5               |
| The Rolling Stone Album Guide | [ 11 ]            |
| Sounds                        | [ 12 ]            |
| Spin Alternative Record Guide | 9/10              |
| Sputnikmusic                  | 4.5/5             |

В статье 1996 года ежемесячный британский журнал «Mixmag» назвал «Chill Out» пятым лучшим электронным альбомом всех времен, сославшись на Джимми Коти и Алекса Патерсона, которые «дали толчок» эмбиент-музыке со своими диджейскими сетами на «оригинальном» хаус-вечере в клубе «Land of Oz». Дом Филипс из «Mixmag» описал «Chill Out» как «великолепное лоскутное одеяло звука, шума и мелодии … семплы тщательно вплетены в красивую паутину звуков».
В 2008 году американское музыкальное онлайн-издание «Pitchfork» включило отрезок «Wichita Lineman Was a Song I Once Heard» из альбома «Chill Out» в книгу 500 величайших хитов всех времён и народов с 1977 по 2006 год «The Pitchfork 500: Our Guide to the Greatest Songs from Punk to the Present».
В июле 2004 года британский коллектив «Popdamage» «реконструировал» «Chill Out» как живое выступление на музыкальном фестивале «Big Chill», воссоздав на сцене многие вокальные и музыкальные семплы с альбома.
Альбом до сих пор продолжают переиздавать, несмотря на большой тираж девяностых годов. Последнее переиздание произошло в 2020 году лейблом «TVT Records».
И по сей день «Chill Out» является эталонным альбомом в своём стиле.

## Список композиций
Британское оригинальное издание альбома, изданное лейблом «KLF Communications» в 1990 году. Производилось компанией «PDO Discs Ltd». В треклисте альбома используются начальная и конечная точки частей вместо обычной системы нумерации треков, что указывает на то, что альбом следует рассматривать как единую композицию. Альбом записан одной дорожкой длительностью 44 минуты 43 секунды.
Американское оригинальное издание альбома, изготавливалось и распространялось по лицензии лейблом «Wax Trax Records» в 1991 году. Главное отличие этого издания, разделение альбома на 14 дорожек, основываясь на приблизительном времени, указанном на этикетке британского издания. Таким образом производились денежные выплаты всем авторам чьи композиции или семплы входили в альбом. Второе отличие данного издания, удалены несколько фрагментов из альбома, один из которых запуск двигателя тепловоза в начале второй части. Причина этих изменений остается неизвестной.
1. «Brownsville Turnaround on the Tex-Mex Border» — 1:43
2. «Pulling out of Ricardo and the Dusk Is Falling Fast» — 1:29
3. «Six Hours to Louisiana, Black Coffee Going Cold» — 3:01
4. «Dream Time in Lake Jackson» — 2:37
5. «Madrugada Eterna» — 7:41
6. «Justified and Ancient Seems a Long Time Ago» — 1:09
7. «Elvis on the Radio, Steel Guitar in My Soul» — 2:40
8. «3 a.m. Somewhere out of Beaumont» — 9:50
9. «Wichita Lineman Was a Song I Once Heard» — 5:57
10. «Trancentral Lost in My Mind» — 0:56
11. «The Lights of Baton Rouge Pass By» — 3:26
12. «A Melody from a Past Life Keeps Pulling Me Back» — 1:51
13. «Rock Radio into the Nineties and Beyond» — 1:27
14. «Alone Again with the Dawn Coming Up» — 0:19